# Бернд фон Браухіч
Бернд фон Браухіч (нім. Bernd von Brauchitsch; 30 вересня 1911, Берлін — 19 грудня 1974) — німецький офіцер, оберст люфтваффе. Головний ад'ютант Германа Герінга.

## Біографія
Старший син генерал-фельдмаршала Вальтера фон Браухіча і його першої дружини, Єлизавети фон Карштедт.
1931 року вступив до авіаційної школи Мюнхена, де здобув ліцензію пілота. В 1932 році вступив до кавалерійського полку рейхсверу, в 1934 році перейшов до люфтваффе. Спочатку служив пілотом у навчальному центрі Рехліна, в 1935 році став технічним співробітником ескадрильї пікіруючих бомбардувальників Ju 87. У 1936 році переведений в групу Ju 87 у Любеку, у грудні призначений командиром ескадрильї Ju 87.
У 1939 році навчався у Вищій школі ВПС у Гатові і Військово-повітряній академії. 1939 року став ад'ютантом головнокомандувача ВПС Герінга. У травні-серпні 1940 року, під час Французької кампанії і битви за Британію, був командиром 4-ї групи 1-ї навчально-бойової змішаної ескадри. З серпня знову став ад'ютантом Герінга. В 1941 році перейшов у Генштаб і до кінця року був головним ад'ютантом головнокмандувача люфтваффе.
Наприкінці квітня 1945 року разом із Герінгом був заарештований загоном СС, який мав убити Герінга, його сім'ю і найближчих співробітників у разі капітуляції Німеччини, однак цей наказ не був виконаний.
У травні 1945 року за наказом Герінга зв'язався з 36-м підрозділом 7-ї американської армії, якому і здався разом з Герінгом. 12 березня 1946 року був допитаний як свідок на Нюрнберзькому процесі. У 1948 році звільнений з полону.
Після звільнення Браухіч став менеджером будівельної компанії Nord-Westdeutschen Bau- u. Montage GmbH, з 1956 року — член ради компанії Bohlen Industrie GmbH, яку заснували брати Бертольд і Гаральд фон Болен унд Гальбах, сини Густава Круппа. У 1961 році став виконавчим директором фірми Jurid Werke GmbH в Глінде, поблизу Гамбурга, купленої братами фон Болен унд Гальбах. Також Браухіч був головою Асоціації роботодавців Шлезвіг-Гольштейну і головою Асоціації роботодавців хімічної промисловості і переробки пластмас Шлезвіг-Гольштейну.

## Звання
- Лейтенант кавалерії (1934)
- Лейтенант люфтваффе (1936)
- Гауптман (жовтень 1939)
- Майор (1942)
- Оберстлейтенант (1943)
- Оберст (1944)

## Нагороди
- Нагрудний знак пілота
- Медаль «За вислугу років у Вермахті» 4-го класу (4 роки)[3]
- Медаль «За Атлантичний вал»[3]
- Медаль «У пам'ять 1 жовтня 1938 року»[3]
- Залізний хрест 2-го і 1-го класу
- Комбінований Знак Пілот-Спостерігач в золоті з діамантами (літо 1944) — нагороджений особисто Германом Герінгом.